# Chevrolet Camaro

Logo do Camaro

O Camaro é um coupé esportivo de porte médio da Chevrolet. Produzido desde 1966, trata-se de muscle car que seria a resposta da General Motors ao Ford Mustang, de 1964. Sua produção foi interrompida em 2002, mas a General Motors retomou a produção de uma nova versão em 2009.

## História
A década de 1970 não foi proveitosa para o Camaro: a subida do preço do petróleo fez o consumidor optar por veículos que consumiam menos. Medidas antipoluição fizeram acabar com os grandes V8 e em 1972 o fim da produção do SS e em 1973 o surgimento do Camaro LT privilegiando mais o luxo e o conforto e menos a potência, dando lugar inclusive aos motores 6 cilindros em linha, menos potentes e mais econômicos. A crise faz outra "vítima" em 74, terminando com o Z28.
Em 11 de Maio de 1978, o Camaro de número 2 saiu da fábrica de Van Nuys, Califórnia.
E no ano de 1982, entra em campo, uma nova versão do Camaro chamada IROC-Z (Internacional Racing of Champions) essa versão foi até 1990 quando acabou a produção, a terceira geração do Camaro, com a maiores modificações estéticas após 12 anos. Com seu design quase futurista é escolhido pela terceira vez como Pace Car oficial das 500 milhas de Indianápolis 500.
Mecanicamente também grandes novidades ficaram por conta do novo motor inteiramente em alumínio, mais uma vez derivado do mesmo que equipava o Corvette. Tratava-se de um V8 de 5.7 litros que no Z28 produzia 305 cavalos e 320 no SS. Novos freios a disco com assistência por ABS Bosch nas quatro rodas. Nenhuma mudança significativa aconteceu até 1998.

### Cronologia
- 1966 - Lançamento.
- 1967 - Escolhido como Pace Car oficial das 500 Milhas de Indianápolis.
- 1968 - Marca a estréia de outro símbolo entre os Camaros, o SS.

## Primeira geração (1967-1969)
A primeira geração do Chevrolet Camaro apareceu nas concessionárias da Chevrolet em setembro de 1966, para o ano-modelo de 1967 em uma nova plataforma GM F-body de tração traseira e estava disponível as versões coupé e conversível. Quase todos Camaros 1967–1969 foram construídos nas duas fábricas de montagem dos EUA: Norwood, Ohio e Van Nuys, Califórnia.
A versão padrão do Camaro tinha um motor de 230 in³ (3.6 L) I6 de 140 cv (104 kW) ou motor V8 de 327 in³ (5.4 L), com uma transmissão manual padrão de três velocidades. Havia 8 (em 1967), 10 (em 1968) e 12 (em 1969) diferentes motores disponíveis em 1967–1969 Camaros. Houve várias transmissões opcionais. A transmissão de 4 velocidades estava disponível para qualquer motor. A transmissão automática "Powerglide" de duas velocidades estava disponível todos os três anos. O "Turbo Hydra-Matic 350" de três velocidades tornou-se disponível a partir de 1969. O opcional para os carros SS396 era o automático de três velocidades Turbo 400.
Houve uma infinidade de outras opções disponíveis todos os três anos, incluindo três pacotes principais:
O RS era um pacote de aparência que incluía faróis escamoteáveis, lanternas traseiras revisadas com luzes traseiras sob o pára-choque traseiro, emblemas RS e acabamento brilhante exterior. Estava disponível em qualquer modelo.
O pacote de desempenho SS consistia em um motor V8 de 350 ou 396 in³ e em atualizações de chassi para melhor manuseio e para lidar com a potência adicional. A SS apresentava entradas de ar não funcionais no capô, faixas especiais e emblemas SS.
- 230 in³ I6 Turbo-Thrift 230 (140 cv) Standard
- 250 in³ I6 Turbo-Thrift 250 (155 cv) RPO L22
- 327 in³ V8 Turbo-Fire 327 (210 cv) Standard
- 327 in³ V8 Turbo-Fire 327 (275 cv) RPO L30
- 350 in³ V8 Turbo-Fire 350 (295 cv) RPO L48
- 396 in³ V8 Turbo-Jet 396 (325 cv) RPO L35
- 396 in³ V8 Turbo-Jet 396 (350 cv) L34

## Quarta geração (1993-2002)
A quarta geração do camaro não é a mais lembrada pelos entusiastas, porem esta versão foi responsável pela volta de alta potência nos motores de modelos do camaro.

## Quinta geração (2009-2015)
O ressurgimento do Camaro aconteceu em 2009 e, novamente seguindo o Ford Mustang (dessa vez o de 2005), a nova geração do muscle car é uma releitura de sua primeira geração, vendida entre 1967 e 1969.

### Versão V6
- Motor: 3.6L V6 12V
- O motor V6 atual é bem desenvolvido tecnologicamente, produzindo cerca de 300 HP, potência que era observada nos antigos V8 antes utilizados pela GM, tanto no Camaro como em outros esportivos da marca.

### Versão V8
- Motor: 6.2L V8 16V
- Potência: 406 HP

### Versão Z28
- Motor: V8-LS7
- Capacidade Cúbica: 7.0 L
- Potência: 507 HP
- Torque: 64,95 Kgf
- Início de Fabricação: 1967-1968
- Relançamento: 2013 Salão do Automóvel de N.Y.

## Sexta geração (2016-presente)

### Chevrolet Camaro ZL1
O Camaro ZL1 é um chevrolet com motor V8 Supercharger e com fama. O Camaro ZL1 aparece em alguns jogos da coleção Need for Speed, e foi o carro em que a personagem Bumblebee do filme Revenge of the Fallen da saga Transformers se transformava. O Camaro ZL1 chega aos 290 Km/h de velocidade máxima.

## Automobilismo

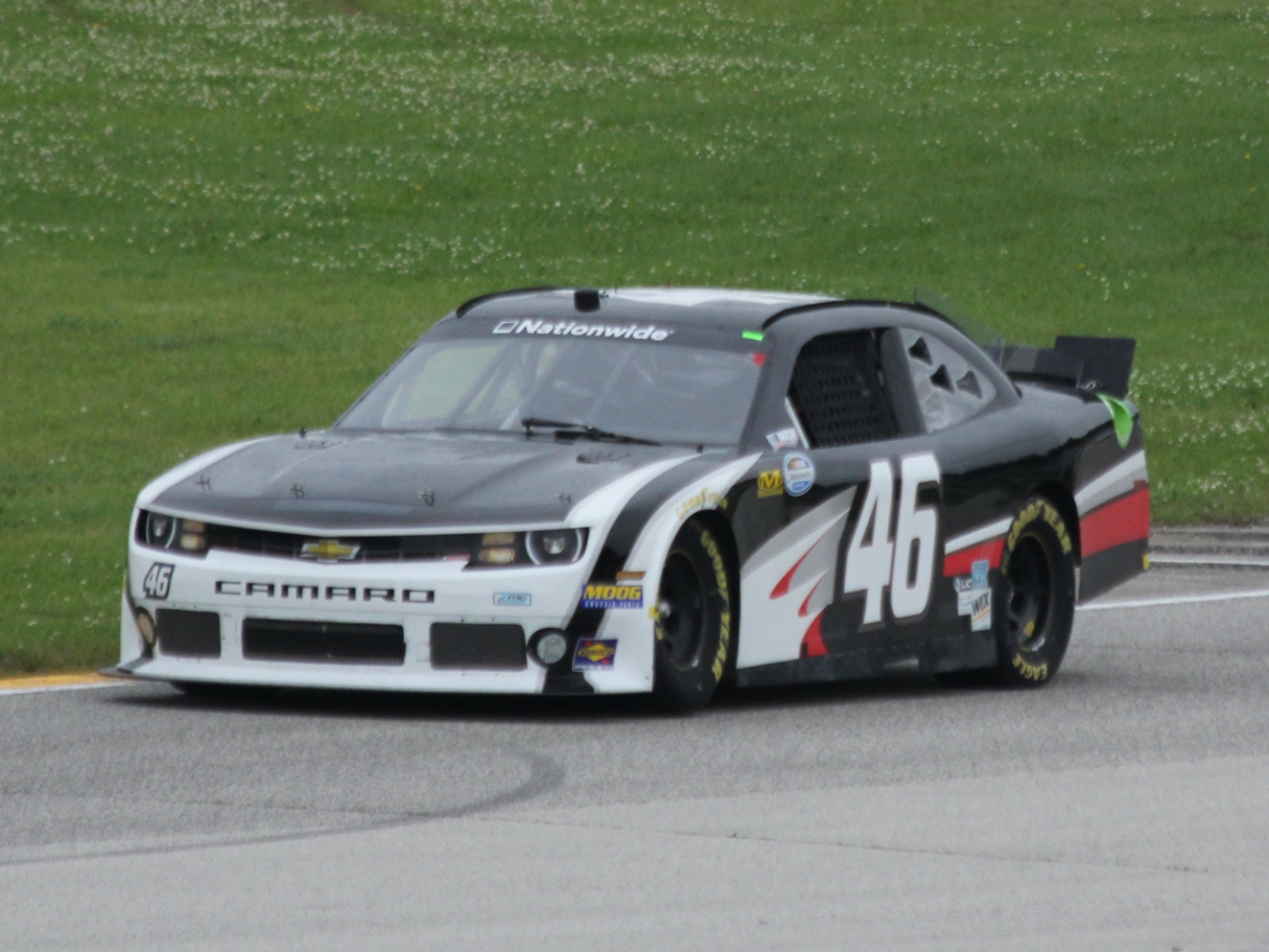
Camaro na NASCAR.

O Camaro foi o carro de segurança das 500 Milhas de Indianápolis de 1967, foi representado na SCCA a partir de 1968, também em 1971 e 1972 no Australian Touring Car Championships, International Race of Champions entre 1975 e 1989, é amplamente usado em arrancadas na NHRA.
Em 2013 começou a ser o representante da Chevrolet na NASCAR Xfinity Series, e em 2018 na NASCAR Cup Series.

## Aspectos culturais
O robô Bumblebee, dos Transformers é um Camaro.
No Brasil, o Camaro também é conhecido pela dupla Munhoz & Mariano. Pelo sucesso da música Camaro Amarelo. 

## Ligações Externas
- Página oficial Chevrolet Camaro
- Best Cars Web Site. Camaro: os 35 anos do pony-car da GM, um “Corvette popular”
- Quatro Rodas. 50 anos do Camaro: relembre as seis gerações do mito
- Quatro Rodas. GM afirma que seu novo câmbio de 10 marchas é mais rápido que o PDK da Porsche